# بوقلمون اهلی

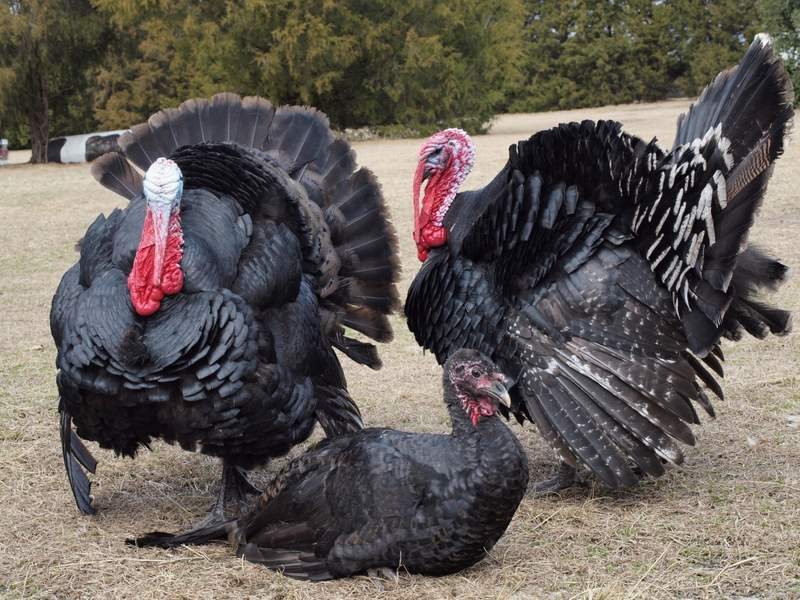
بوقلمون سیاه اسپانیایی

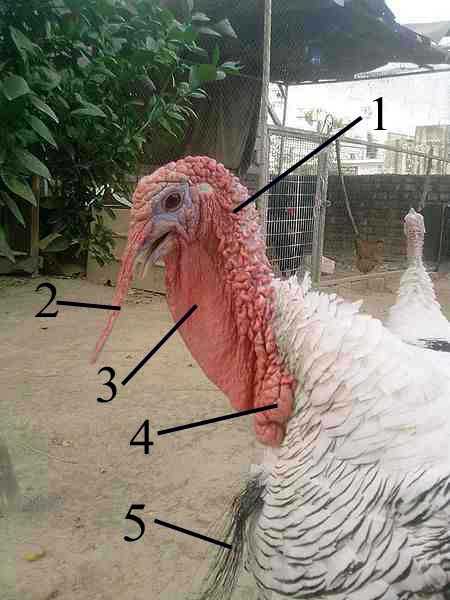
ساختارهای تشریحی روی سر و گلوی یک بوقلمون اهلی. ۱. آویزه‌ها، ۲. نوک‌آویز، ۳. غبغبک (چین گلویی)، ۴. آویزه بزرگ، ۵. ریش

بوقلمون اهلی (نام علمی: Meleagris gallopavo domesticus) ماکیان بزرگ است، یکی از دو گونه در سردهٔ بوقلمون و همان گونه به عنوان بوقلمون وحشی است. اگرچه تصور می‌شد که اهلی‌سازی بوقلمون حداقل ۲۰۰۰ سال پیش در میان آمریکای مرکزی رخ داده‌است، تحقیقات اخیر احتمال وقوع دومین رویداد اهلی‌سازی را در منطقه‌ای که اکنون در جنوب غربی ایالات متحده بین سال‌های ۲۰۰ قبل از میلاد تا ۵۰۰ پس از میلاد است، نشان می‌دهد. با این حال، همه نژادهای اصلی بوقلمون اهلی امروزه از بوقلمونی که در مرکز مکزیک پرورش یافته‌است، که متعاقباً توسط اسپانیایی‌ها در قرن شانزدهم به اروپا وارد شد، می‌آیند.
بوقلمون اهلی شکل مردم‌پسند از ماکیان است و در سراسر مناطق معتدل جهان پرورش داده می‌شود، تا حدی به این دلیل که کشاورزی صنعتی آن را نسبت به مقدار گوشتی که تولید می‌کند، بسیار ارزان کرده‌است. به بوقلمون‌های ماده اهلی مرغ و به جوجه‌های بوقلمون جوجه بوقلمون می‌گویند. در کانادا و ایالات متحده به بوقلمون‌های نر toms می‌گویند. در انگلستان و ایرلند آنها stags هستند.
بیشتر بوقلمون‌های اهلی برای داشتن پرهای سفید پرورش داده می‌شوند، زیرا پرهای سوزنی آن‌ها هنگام پوشاندن لاشه کمتر دیده می‌شود، اگرچه انواع پرهای قهوه‌ای یا برنزی نیز رشد می‌کنند. برآمدگی گوشتی در بالای نوک نوک‌آویز و برآمدگی که به قسمت زیرین نوک چسبیده‌است به نام غبغبک شناخته می‌شود.
نام انگلیسی بوقلمون به دلیل شناسایی اشتباه اولیه پرنده با گونه‌ای غیرمرتبط است که از طریق کشور ترکیه به اروپا وارد شده‌است. نام گونه لاتین gallopāvō به معنی «طاووس مرغ» است.

## ویژگی
| حیوان         | جرم متوسط کیلوگرم (پوند) | حداکثر جرم کیلوگرم (پوند) | میانگین طول کل سانتی‌متر (فوت) |
| ------------- | ------------------------ | ------------------------- | ----------------------------- |
| بوقلمون خانگی | 13.5 (29.8)              | 39 (86)                   | 100 - 124.9 (3.3 - 4.1)       |

بوقلمون اهلی هشتمین گونه پرنده زنده از نظر حداکثر جرم با ۳۹ کیلوگرم (۸۶ پوند) است.

## نگارخانه

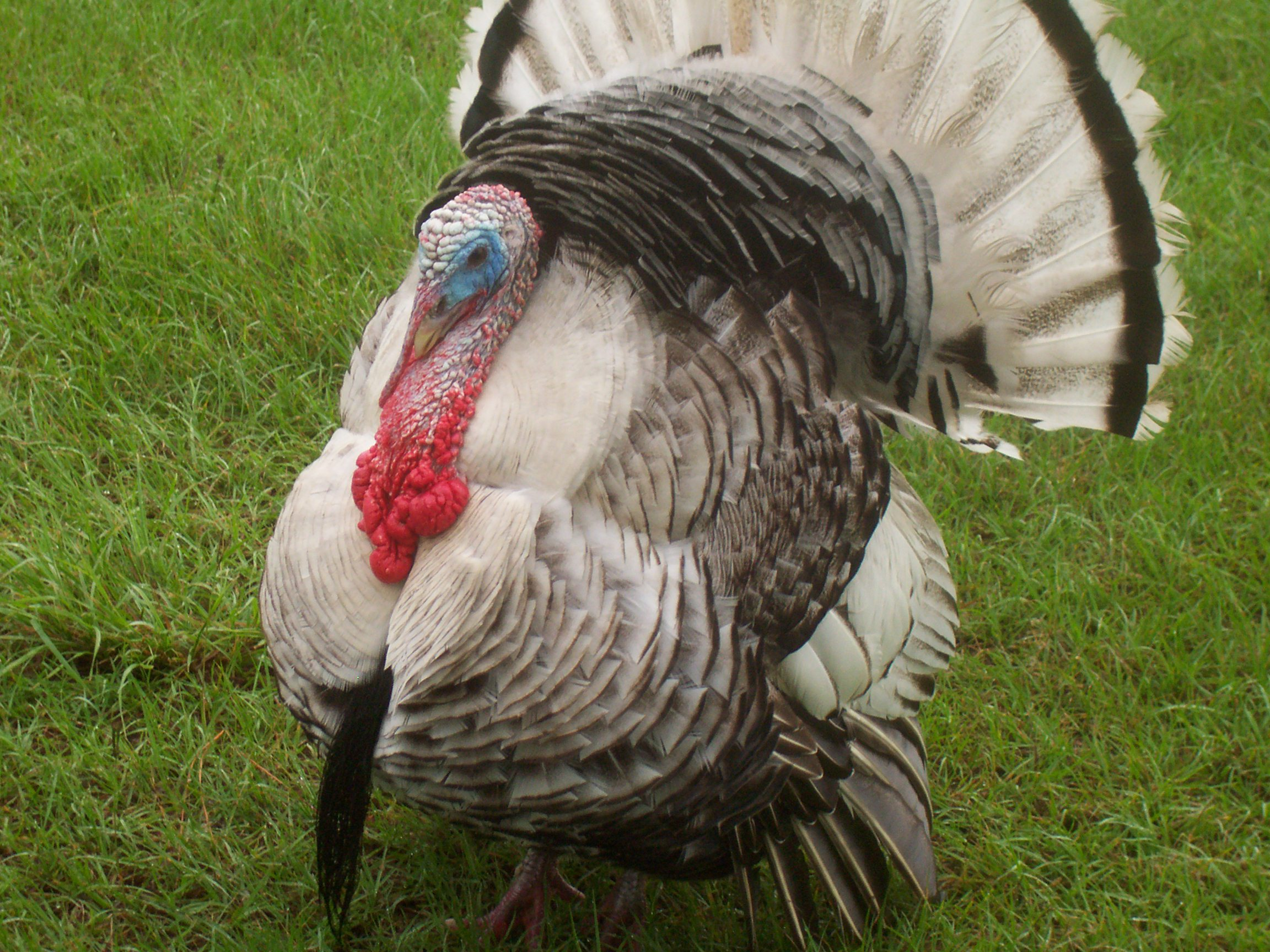
بوقلمون نر اهلی با نشان دادن نوک‌آویز که روی نوک آویزان است، آویزه‌های آویزان از گلو، و «ریش» پرهای کوچک، سیاه و سفت روی قفسه سینه، نمایش جنسی دارد.
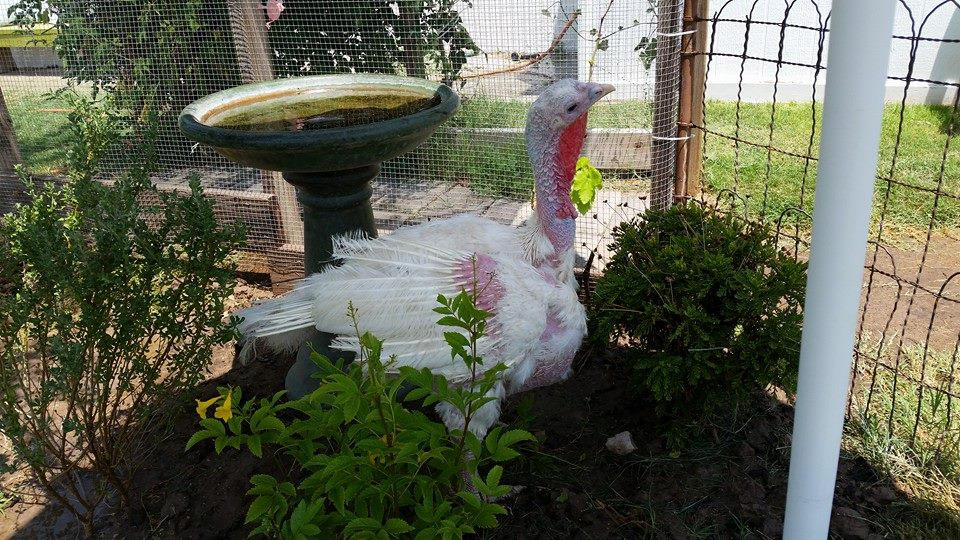
یک بوقلمون خانگی که به عنوان حیوان خانگی گرفته شده‌است
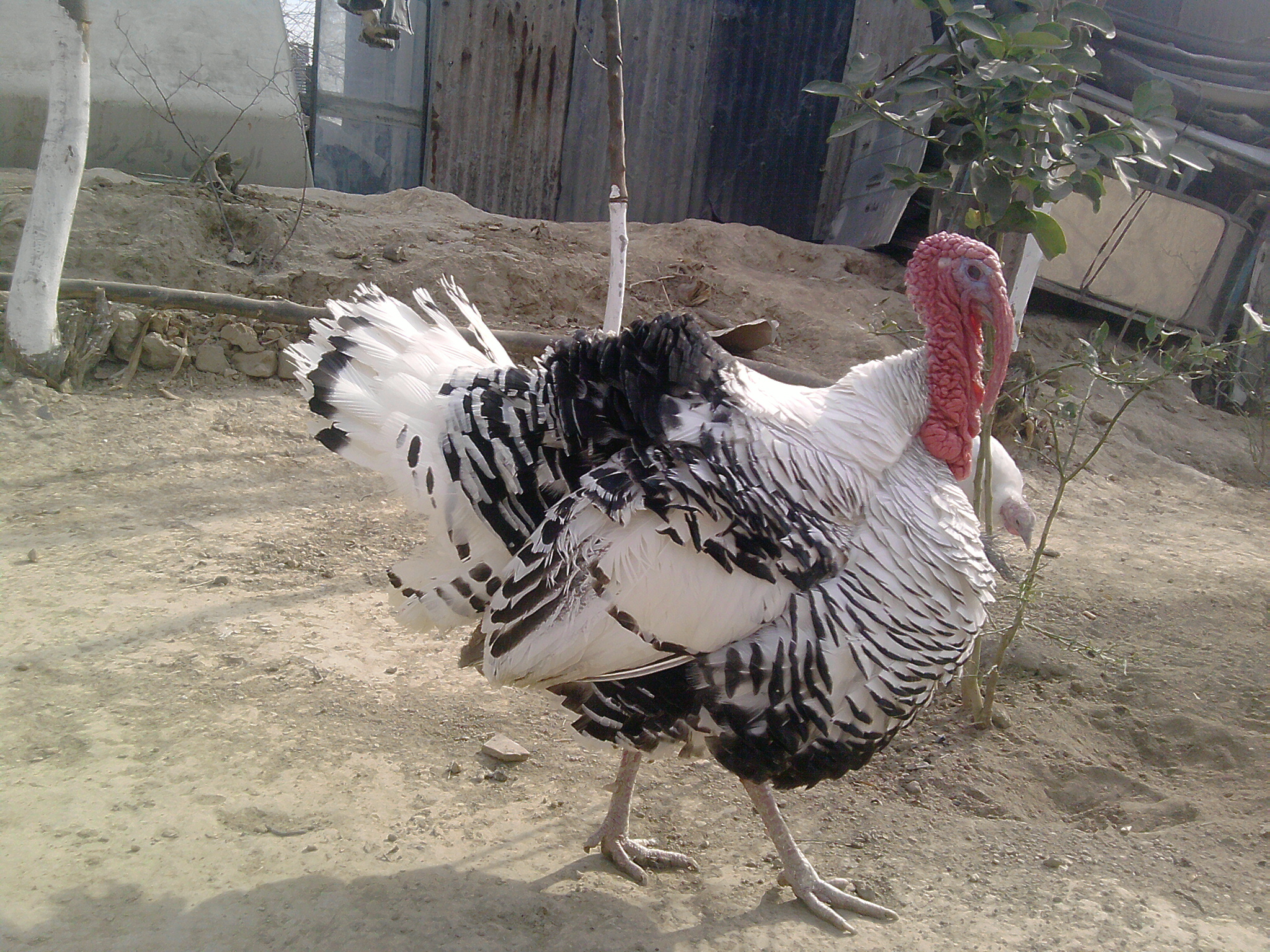
بوقلمون در پاکستان
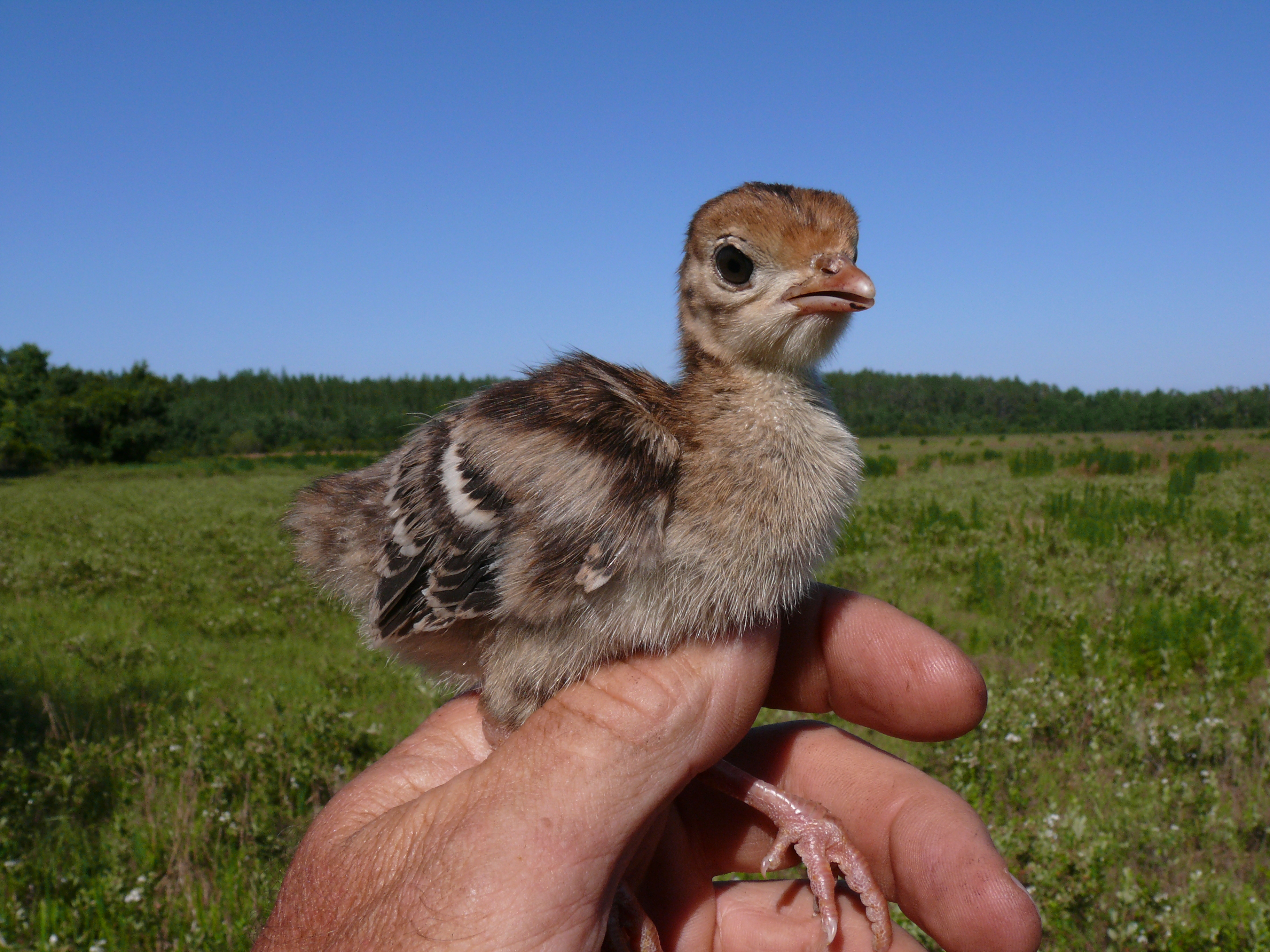
به بچه بوقلمون poult می‌گویند
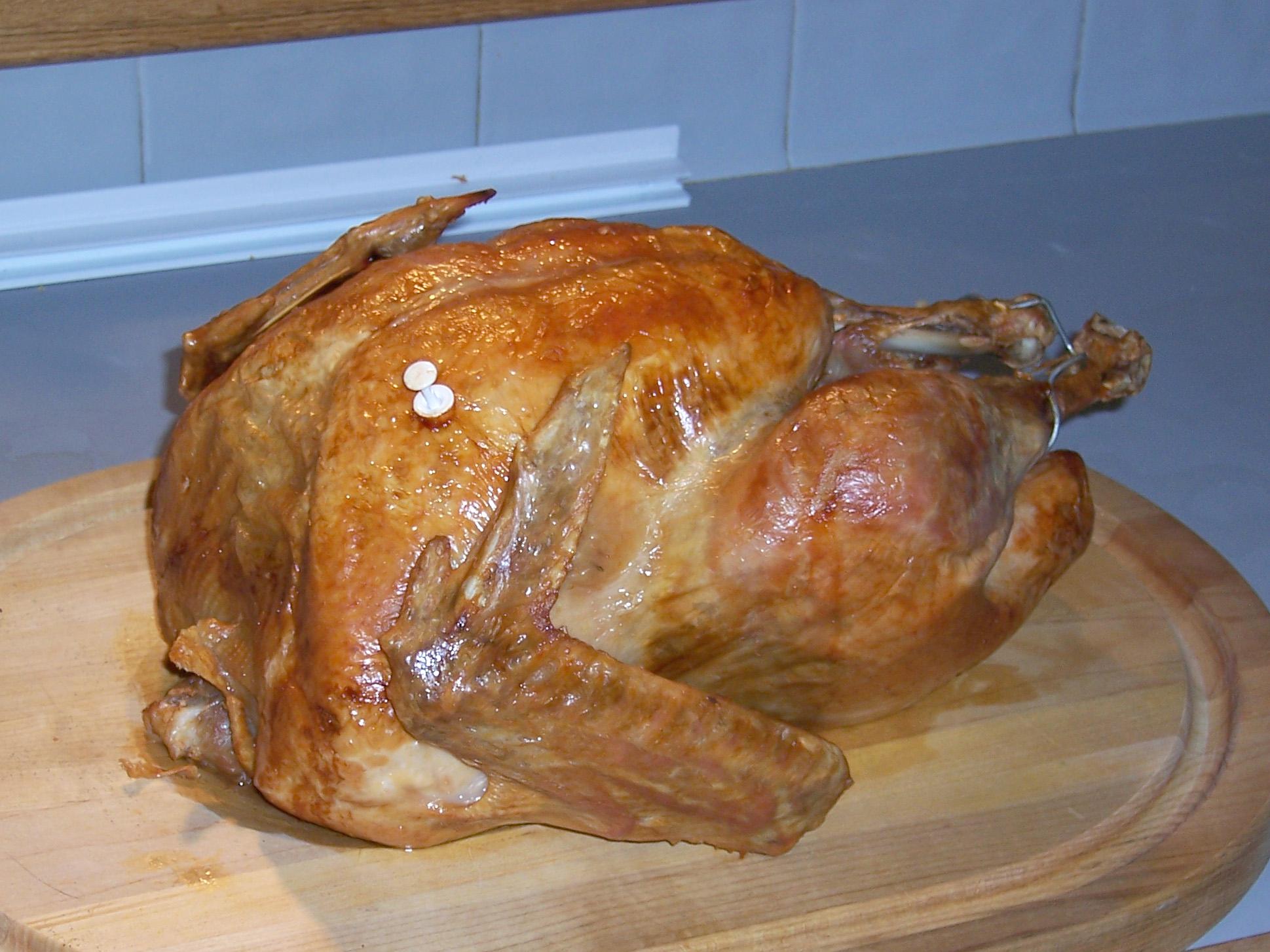
یک بوقلمون کبابی که برای یک  وعده غذایی سنتی روز شکرگزاری در ایالات متحده آماده شده‌است
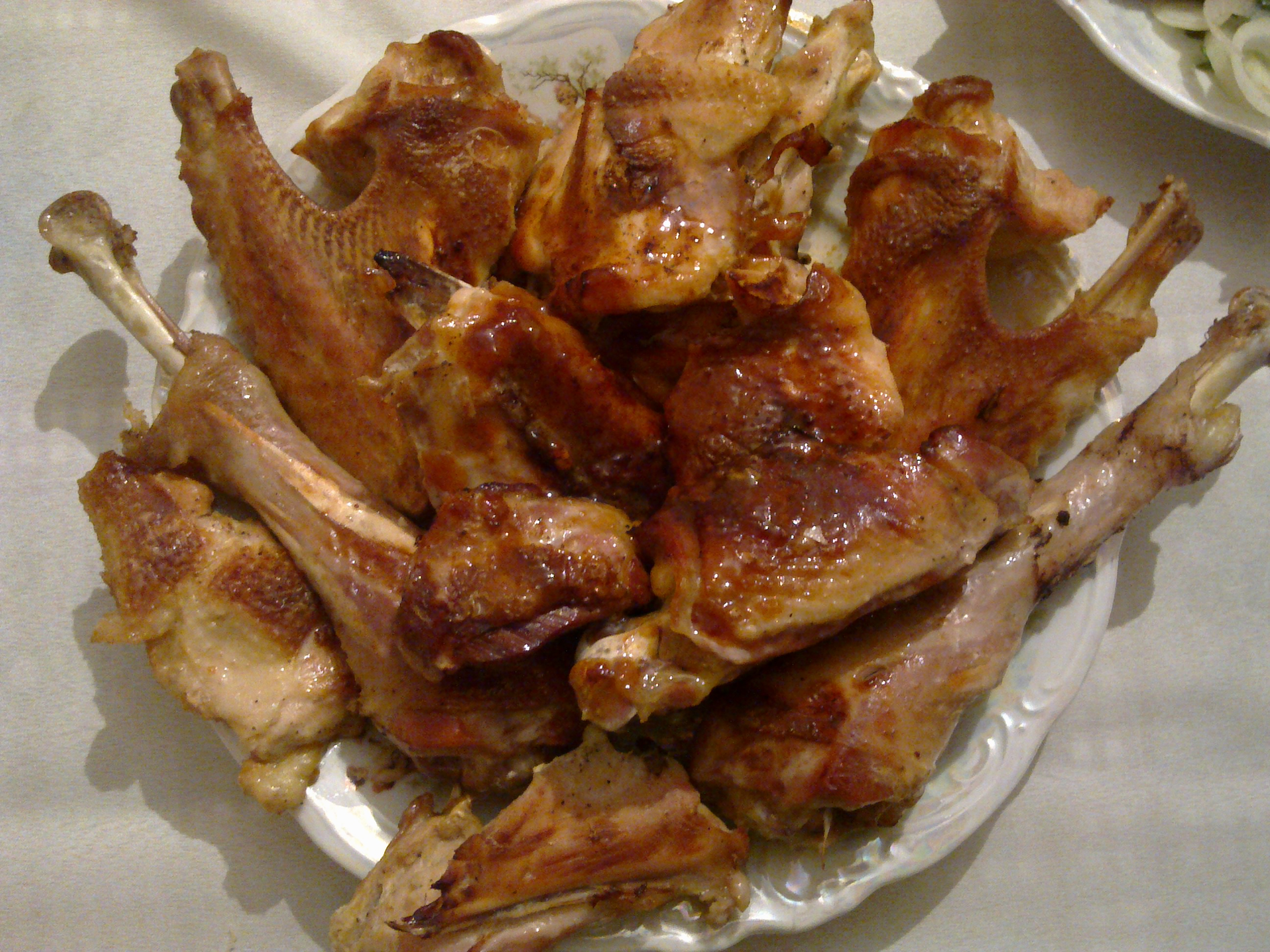
بوقلمون برشته
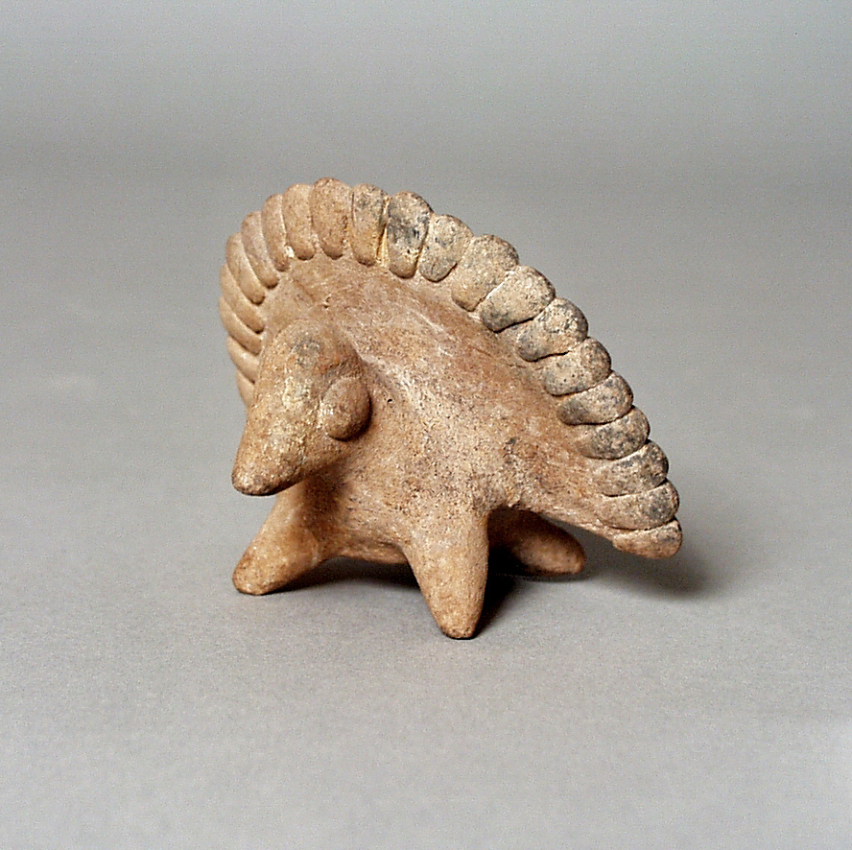
سوت سرامیکی به شکل بوقلمون. فرهنگ مقبره شفت کولیما، ۲۰۰ قبل از میلاد - ۵۰۰ پس از میلاد